# 小笠原國立公園
小笠原國立公園（日语：／），是以日本東京都小笠原群島為中心的國立公園。指定區域總面積僅6,629ha，是日本最小的國立公園，同時公園指定範圍全在小笠原村內，也是日本唯一一座在單一行政單位（市町村）內的國立公園。小笠原群島除了限制進入的硫磺島與南硫磺島，以及孤立島沖之鳥島及南鳥島以外，全部島嶼都屬公園範圍內。

## 年表
- 1972年10月16日 - 被指定為小笠原國立公園。
- 1975年5月17日 - 南硫磺島被指定為原生自然環境保全地域，排除公園區域之外。
- 2009年11月12日 - 擴大海中公園區域以保護稀有的生態系。

## 火山
- 西之島
- 北硫磺島

## 外部連結
- （日語）小笠原國立公園 （页面存档备份，存于）